# 河南省 (汪兆銘政権)
河南省（かなん-しょう）は中華民国臨時政府及び汪兆銘政権に存在した省。

## 沿革
1938年（民国27年）、中華民国臨時政府により河南省が設置され、1940年（民国29年）に下部に豫東道、豫北道の2道を設置した。
1941年（民国30年）、汪兆銘政権が南京に成立すると中華民国臨時政府は華北政務委員会に改編、汪兆銘政権に合流した。

## 行政区画

### 道制
- 豫東道
- 豫北道

## 歴代省長
- 陳静斉： 1940年3月 - 1943年3月3日

（中華民国臨時政府から継続して留任）
- 田文炳：1943年3月3日 - 1944年5月29日
- 邵文凱：1944年5月29日（6月19日まで代理） - 1945年4月26日
- 鮑文樾：1945年5月29日 - 〔8月、廃止〕